# Yasuhiro Yamashita
Pour les articles homonymes, voir Yasuhiro.
 (juin 2008).
Si vous disposez d'ouvrages ou d'articles de référence ou si vous connaissez des sites web de qualité traitant du thème abordé ici, merci de compléter l'article en donnant les références utiles à sa vérifiabilité et en les liant à la section « Notes et références ».
Yasuhiro Yamashita (山下 泰裕, Yamashita Yasuhiro), né le 1er juin 1957, à Yabecho dans la préfecture de Kumamoto du Kyūshū, situé à environ 800 km à l'Ouest de Tōkyō, est un judoka japonais, combattant dans la catégorie des lourds et des toutes catégories. Il est actuellement 8e dan (Hachi-dan, ceinture blanche-rouge). Il fait partie, avec les Français David Douillet et Teddy Riner et ses compatriotes Naoya Ogawa et Shinichi Shinohara, des seuls judokas à avoir été champion du monde chez les lourds et en toutes catégories, le Néerlandais Wim Ruska étant le seul à avoir réalisé cet exploit lors des Jeux olympiques d'été. Resté invaincu plus de neuf ans (1977-1985), il détient le record d’invincibilité pour un judoka chez les lourds (203 victoires consécutives et 7 victoires partagées).

## Biographie

### Jeunesse
Son premier contact avec le judo se fait a l’école primaire, à l’occasion d'une visite au dojo Fujitsubo pour observer ses amis, mais il n’est pas inspiré par ce sport ce jour-là. Peu de temps après sa mère s'inquiète de ses bêtises et de son obésité, elle l'inscrit donc au dojo local au printemps de sa quatrième année d’école primaire.
« J’étais très gros quand j’étais enfant. Quand je rentrais de l’école, je m’imaginais faire des batailles, j’imitais les cris de mes adversaires. Arrivé chez moi, je jetais mon sac et j’allais courir dans les champs. »
Plus tard, il apprend que Jigoro Kano a fondé le judo et par curiosité, il emprunte une copie de La Vie de Jigoro Kano à la bibliothèque. Il découvre en lisant ce livre que Jigoro Kano n’était pas seulement un grand judoka mais aussi un philosophe et un éducateur. Ce fut pour lui un tournant dans sa vie.
Yamashita dit de lui qu’il était un jeune homme mal élevé et que le judo lui avait donné des valeurs et de la discipline : « Quand j’étais jeune, j’ai abusé de ma force avec certaines personnes mais on m’a dit que si je continuais à faire cela, je devrais arrêter le judo. J’ai donc changé… ».
Yamashita a également déclaré : « Le judo ne forme pas seulement le corps d’une personne mais aussi son cœur et ses sentiments. Une personne vraiment forte n’a jamais ce genre de comportement ».
Au moment de rentrer au lycée, Yasuhiro Yamashita est déjà ceinture noire. Il continue donc à étudier au lycée Sagami (anciennement Tokadai), puis il rentre à l’université de Tokai. Il se forge rapidement une réputation, on dit de lui qu’il deviendra champion du monde de judo.

### Carrière sportive
Il devient le disciple du légendaire Isao Inokuma. En 1977, alors qu'il n'a que 19 ans, il remporte le championnat du Japon en battant le célèbre Sumio Endo. Il dépasse alors son maître — Isao Inokuma — en lui prenant son titre de plus jeune champion du Japon. Il conservera ce titre 9 années consécutives.
Très vite remarqué pour ses qualités de combattant, les recruteurs du sumo s'intéressent rapidement à lui. Mais son objectif est déjà clair : il veut devenir champion olympique de judo. Hélas, lui qui domine le monde, se voit privé des Jeux olympiques d'été de 1980 de Moscou à la suite du boycott de son pays.
En 1981, ses 2 titres en lourds et toutes catégories montrent à tous que le titre olympique de 1980 n'a pas grande valeur.
Yasuhiro Yamashita impressionne, il devient un phénomène dépassant les frontières de son sport et la lutte professionnelle lui promet alors une fortune. Mais il refuse pour se concentrer sur les Jeux olympiques d'été de 1984 de Los Angeles. Il s'y présente et se blesse légèrement au premier tour. Cela ne l'empêche pas de remporter la médaille d'or olympique toutes catégories en dominant en finale l'Égyptien Mohamed Ali Rashwan. Ce dernier fit preuve d'une grande sportivité en évitant d'attaquer le pied blessé du champion.
Il se retire de la compétition en 1985, invaincu depuis octobre 1977. De plus, il n'a jamais été battu par un non-Japonais.

### Retraite
Il entraîne pendant 8 ans l'équipe de judo du Japon. Durant ce temps, il forme des champions du monde et des champions olympiques tel que Toshihiko Koga ou Kosei Inoue.
À l'heure actuelle, il est Professeur à l'Université Tōkai et en 2007 il est venu en France donner des conférences sur sa carrière et les apports du judo à l'éducation.
En septembre 2007, Yasuhiro Yamashita perd son siège au comité exécutif de la Fédération internationale de judo (IJF). C'est la première fois en 55 ans que le Japon, pays où le judo a été inventé, n'est plus représenté au comité exécutif.

## Palmarès

### Jeux olympiques
- Jeux olympiques de 1984 à Los Angeles (États-Unis) :
  -  Médaille d'or dans la catégorie "toutes catégories".

### Championnats du monde
| Catégorie / Année     | 1979 Paris | 1981 Maastricht | 1983 Moscou |
| --------------------- | ---------- | --------------- | ----------- |
| poids lourds (+95 kg) | 1er        | 1er             | 1er         |
| toutes catégories     | -          | 1er             | -           |

### Divers
- Championnats du Japon :
  -  9 titres de champion du Japon seniors de 1977 à 1985.

## Exploits
- 528 combats gagnés pour 16 nuls et 16 défaites
- Invaincu pendant 8 ans (1977-1985), 203 victoires consécutives dont 164 par ippon
- Il n'a jamais été battu par un non-Japonais